# Assarhaddon
Sauf précision contraire, les dates de cet article sont sous-entendues « avant l'ère commune » (AEC), c'est-à-dire « avant Jésus-Christ ».
Assarhaddon fut roi d'Assyrie de 680 à 669 avant notre ère. Son nom, Assur-aha-iddina, signifie « Assur a donné un frère ».

## Des débuts difficiles
Assarhaddon est le fils du roi Sennachérib, et de son épouse Zakutu. C'est sans doute cette dernière qui arrive à le faire désigner comme son successeur par son père en 683, alors que celui-ci avait déjà d'autres fils plus âgés. Probablement en butte à l'hostilité de ses frères, il est envoyé en résidence dans l'ouest du royaume. Arda-Mulissu (en), l'ancien héritier présomptif, se révolte peu après contre son père Sennachérib (dynastie sargonide), qu'il assassine avec l'aide d'autres de ses frères. Assarhaddon doit donc les vaincre pour monter sur le trône. C'est ce qu'il fait assez rapidement, une grande partie du royaume ayant visiblement refusé de suivre ses frères rebelles, qui s'exilent dans le petit royaume de Shubria.

« L'apologie d'Assarhaddon : une inscription royale qui raconte sa prise du pouvoir
Rapide titulature
Assarhaddon (celui) que depuis l’enfance, Aššur, Šamaš, Bêl, Nabû, Ištar de Ninive et Ištar d’Arbèles ont désigné pour exercer la royauté du pays d’Aššur.
Question oraculaire
De mes frères aînés, j'étais le cadet. Sur l’ordre d’Aššur, de Sîn, de Šamaš, de Bêl et de Nabû, d’Ištar de Ninive et d’Ištar d’Arbèles, le père qui m’a engendré éleva dûment ma tête parmi l’ensemble de mes frères et demanda à Šamaš et à Adad, par extispicine : “Sera-t-il mon successeur ?” ; ils lui répondirent affirmativement : « il sera ton remplaçant ».
Serment qui s'ensuit
Il respecta leur importante décision et rassembla les gens du pays d’Aššur, petits et grands, mes frères, toute ma famille. en présence d'Assur, de Sîn, de Samas, de Nabû, de Marduk, des dieux du pays d’Aššur, les dieux qui séjournent dans les cieux et sur la terre, il leur fit prêter le serment de protéger mon droit de succession. En un mois favorable, en un jour propice, en accord avec leur ordre éminent, j’entrai joyeusement dans la “maison de succession”, lieu respectable où se trouve le destin de la royauté.
1re tentative des frères : la calomnie
Mais après que cette légitime succession se fut pleinement imposée à mes frères, ils abandonnèrent la volonté divine, firent confiance à la supériorité de leurs actes et complotaient méchamment. Ils répandirent sur moi de mauvaises paroles, des médisances diffamatoires, à l'encontre de la volonté des dieux et ils colportaient de toute part des mensonges haissables derrière mon dos.
Protection de Sennachérib
Mais le cœur de mon père, qu'ils cherchaient à détourner de moi contre la volonté des dieux, restait détendu : au fond, son cœur était plein de compassion envers cela et son intention (ses yeux) restait toujours que je sois roi.
Réaction d'Assarhaddon
Je débattais en moi-même et j'analysai ainsi la situation : « Leurs actes sont d'un orgueil sans bornes, ils ne croient qu'en eux-mêmes et vont commettre des actes impies qui s'opposent à la volonté divine ».
Assur, le roi des dieux, le miséricordieux, et Marduk, eux pour qui la traîtrise est abomination, je les implorai par des prières et des suppliques et ils accueillirent favorablement mes paroles.
Conformément à la volonté des grands dieux, mes seigneurs, devant ces actes impies, ils me firent résider dans un endroit secret, étendirent sur moi leur protection bienveillante et me protégèrent en vue de la royauté.
La situation à Ninive
Ensuite, mes frères furent frappés de folie : ils accomplirent ce qui est odieux aux yeux des dieux et des hommes et complotèrent le mal5. Ils tirèrent les armes dans Ninive, sans l'accord des dieux, et, pour obtenir la royauté, ils se donnèrent l'un l'autre des coups de cornes comme de jeunes béliers. Comme Assur, Sîn, Samas, Bêl, Nabû, Istar de Ninive, Istar d'Arbèles avaient contemplé d'un mauvais œil l'action des usurpateurs, commise contre la volonté divine, ils ne se tinrent pas à leur côté, transformèrent leur forme en débilité et les entassèrent sous mes pieds.
Le peuple d'Assyrie, qui avait juré par le rite de l'eau et de l'huile le traité, le serment par les grands dieux, en faveur de la protection de ma royauté, ne vint pas à leur rescousse.
Moi, Assarhaddon qui ne recule jamais dans le combat grâce à l'aide des grands dieux, ses seigneurs, J’entendis très rapidement (parler) de leurs viles actions : je criai « Malheur ! », je déchirai mon vêtement princier et j’organisai la lamentation (sipittu6).
L'aide prophétique des dieux
Je me mis en rage comme un lion ; mon cœur s’enflamma de colère : afin d’assumer la royauté de la maison de mon père, je frappai du poing ! J'implorai Assur, Sîn, Samas, Bêl, Nabû et Nergal, Istar de Ninive, istar d'Arbèles et ils accueillirent favorablement mes paroles : par leur ferme assentiment, ils m'envoyèrent de manière répétée des oracles encourageants (disant) :
« Va, ne sois pas hésitant ! Nous marcherons à tes côtés et nous massacrerons tes ennemis ! ».
La campagne d'Assarhaddon
Je ne patientai ni un jour ni deux jours, je ne passai pas mes troupes en revue, je ne regardai pas en arrière, je n'organisai pas le ravitaillement des chevaux, les harnachements et mon matériel de guerre, je n'amassai pas les provisions nécessaires à mon expédition, je ne craignis pas la neige, le froid du mois de Sabat (janvier-février), au plus fort de l'hiver : comme l'aigle qui s'envole, j'ouvris les bras afin de renverser mes ennemis.
Je pris le chemin de Ninive, avec difficulté mais au plus vite, mais devant moi, sur le territoire du pays de Hanigalbat, tous leurs soldats d'élite bloquaient l'avance de mon armée et avaient aiguisé leurs armes. La terreur qu'inspire les grands dieux, mes seigneurs, les renversa, ils virent le puissant assaut de mon armée et devinrent comme fous. Ištar, la maîtresse de la mêlée et du combat, celle qui aime ma prêtrise, se tint à mes côtés, brisa leur arc et défit leur ligne de bataille au point qu'ils se dirent entre eux : « Voilà bien notre roi ! ». Sur son ordre éminent, voilà qu'ils se tournent tous de mon côté, dressés derrière moi, ils s'attroupent comme des agneaux et implorent ma souveraineté.
Le peuple d'Assyrie, qui avait prêté en ma faveur le serment par le nom des grands dieux, vint vers moi et me baisa les pieds. Alors, ceux-là, les usurpateurs, fauteurs de troubles et de révolte, apprirent l'arrivée de mon expédition, ils abandonnèrent leurs renforts et prirent la fuite vers un pays inconnu.
L'entrée dans Ninive
J'arrivai au quai du Tigre et sur l'ordre de Sîn et de Samas, les dieux qui sont maîtres du quai, je fis franchir le large Tigre à toute mon armée, comme s'il s'agissait d'un fossé d'irrigation. Au mois d'Addar (février-mars), un mois propice, le huitième jour, le jour de la fête de Nabû, je fis ma joyeuse entrée en Ninive, ma capitale, et je pris place avec bonheur sur le trône de mon père.
La réaction finale et la punition des traîtres
Se leva alors le vent du sud, la brise d’Ea, le vent dont le souffle est propice à l’exercice de la royauté, des signes favorables vinrent se manifester dans les cieux et sur la terre, ce que produisent des extatiques, qui sont autant de messages des dieux et des déesses, vinrent régulièrement et constamment m’encourager le cœur.
La troupe des coupables qui avaient provoqué cette vile conjuration en vue de donner la royauté de l'Assyrie à mes frères, je jugeai leur groupe en une seule fois, je les déclarai coupables d'un grave crime et détruisis leur race. »

## Un souverain souffreteux
Assarhaddon est une personne à la santé fragile, fréquemment victime de crises qui le plongent dans un état dépressif. Sans doute très craintif quant à son avenir, il se montre très inquiet de le connaître et les risques qui planent sur lui et son royaume. De ce fait, il accorde une très grande place à ses devins et astrologues. Il a notamment souvent recours à la mesure exceptionnelle du substitut royal, craignant pour sa vie.
Son palais se trouvait à Mossoul, sur le tell de Nebi Yunus. Les restes en ont été découverts en 2020.

## Œuvre politique et militaire

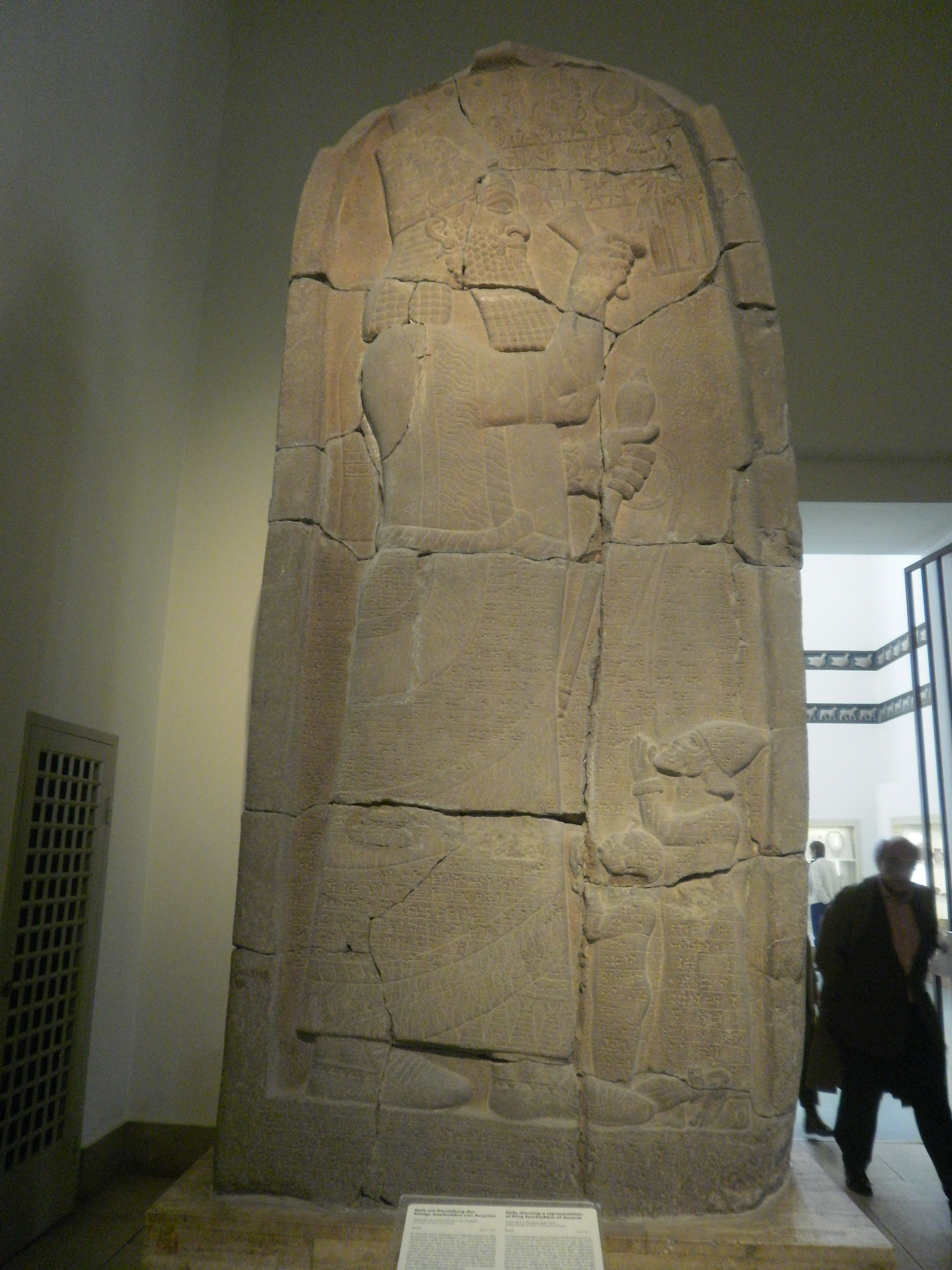
Stèle représentant Assarhaddon après sa victoire à Memphis.

Il n'en demeure pas moins un souverain intelligent et connaît de grands succès politiques et militaires, dignes de ceux de ses aînés. Il réussit à apaiser la situation à Babylone saccagée par son père (sacrilège qu'il perçoit comme la raison de la triste fin de ce dernier), en restaurant la cité et en lui rendant la statue de son dieu Marduk, déportée par Sennacherib en Assyrie. S'il doit encore mener quelques combats dans la région, il réussit à faire d'Urtaki, le roi d'Élam, un allié fidèle. En Phénicie, il envahit Sidon, et soumet Tyr. Il mène plusieurs expéditions vers le nord et le nord-est de son pays, et une de ses campagnes en Iran atteint le Patusharri, que l'on situe autour du mont Bikni. Mais, sous la menace des Cimmériens et des Scythes, il doit reculer dans cette région, tout en tentant un rapprochement avec les seconds en mariant une de ses filles à leur roi Bartatua. La plus grande campagne de son règne reste cependant celle menée en Égypte, en représailles au soutien apporté par Taharqa à des révoltes en Palestine. En 671, ses troupes prennent Memphis et la pillent. Assarhaddon commémore cette victoire sur une stèle. Aussitôt qu'il quitte ce pays, Taharqa reprend le pouvoir, ce qui nécessite une nouvelle intervention en 669. Mais celle-ci n'aura pas lieu, Assarhaddon mourant sur le chemin de l'Égypte.
Jean Bottéro rapporte qu'au vu de son important dossier pathologique, Assarhaddon aurait peut-être souffert et serait mort d'un lupus érythémateux disséminé.

## Succession
Pour éviter à ses fils les ennuis qu'il a connus au début de son règne, Assarhaddon a réfléchi sa succession, sans doute avec l'aide de sa mère Zakutu, qui joua un grand rôle tout le long de son règne (puisqu'elle lui survécut). Son premier choix, Sin-nadin-apli, mourut avant son père, qui dut désigner un autre de ses fils comme successeur. Il désigna Assurbanipal comme futur roi d'Assyrie, et fit le choix de placer un autre de ses fils, Shamash-shum-ukin, aîné d'Assurbanipal, sur le trône de Babylone, tout en précisant qu'il devrait allégeance à son cadet. Ce choix avait sans doute pour but de maintenir le calme en Babylonie. Assarhaddon fit jurer à ses sujets de respecter son choix, et après sa mort sa mère fit renouveler ce serment, la succession se passa sans heurts mais Shamash-shum-ukin se révolta contre son frère de nombreuses années plus tard.

### Sources
- (de) R. Borger, Die Inschriften Assarhaddons, Königs von Assyrien, AfO 9, Graz, 1956
- (en) S. Parpola, Letters from Assyrian Scholars to the Kings Esarhaddon and Assurbanipal, 2 vol., AOAT 5, 1993
- (en) H. Hunger, Astrological Reports to Assyrian Kings, SAA 8, Helsinki, 1992
- (en) M. Lukko, G. van Buylaere, The Political Correspondance of Esarhaddon, SAA 16, 2002
- (en) F. Reynolds, The Babylonian correspondence of Esarhaddon, and letters to Assurbanipal and Sin-Sarru-Iskun from Northern and Central Babylonia, SAA 18, 2004
- (en) Erle Leichty, The Royal Inscriptions of Esarhaddon, King of Assyria (680–669 BC), Winona Lake, Eisenbrauns, coll. « The royal inscriptions of the neo-Assyrian period » (no 4), 2011

### Assyrie
- Paul Garelli et André Lemaire, Le Proche-Orient Asiatique, tome 2 : Les empires mésopotamiens, Israël, Paris, Presses universitaires de France, coll. « La Nouvelle Clio », 2001
- Francis Joannès, La Mésopotamie au Ier millénaire avant J.-C., Paris, Armand Colin, coll. « U », 2000
- (it) Frederick Mario Fales, L'impero assiro, storia e amministrazione (IX-VII secolo A.C.), Rome, Laterza, 2001
- Frederick Mario Fales, Guerre et paix en Assyrie : Religion et impérialisme, Paris, Le Cerf, 2010
- (en) Eckart Frahm, « The Neo‐Assyrian Period (ca. 1000–609 BCE) », dans Eckart Frahm (dir.), A Companion to Assyria, Malden, Wiley-Blackwell, 2017, p. 161-208
- Josette Elayi, L'Empire assyrien : Histoire d'une grande civilisation de l'Antiquité, Paris, Perrin, 2021, 352 p. (ISBN 978-2-262-07667-2)
- (en) Eckart Frahm, Assyria : The Rise and Fall of the World's First Empire, Londres, Bloomsbury Publishing, 2023
- (en) Heather D. Baker, « The Assyrian Empire: A View from Within », dans Karen Radner, Nadine Moeller et Daniel T. Potts (dir.), The Oxford History of the Ancient Near East, Volume 4: The Age of Assyria, New York, Oxford University Press, 2023, p. 257-351

### Articles de synthèse
- (en) Andrew Kirk Grayson, « Assyria: Sennacherib and Esarhaddon (704-669 B.C.) », dans John Boardman et al. (dir.), The Cambridge Ancient History, vol. III : Part 2: The Assyrian and Babylonian Empires and other States of the Near East, from the Eighth to the Sixth Centuries B.C., Cambridge, Cambridge University Press, 1991, p. 122-141
- (en) Erle Leichty, « Esarhaddon, king of Assyria », dans Jack M. Sasson (dir.), Civilizations of the Ancient Near East, New York, Scribner, 1995, p. 948-959
- (en) Barbara N. Porter et Karen Radner, « Aššur-aḫu-iddina », dans Karen Radner (dir), Prosopography of the Neo-Assyrian empire, Helsinki, Helsinki University Press, 1998, p. 145-152
- Pierre Villard, « Assarhaddon », dans Francis Joannès (dir.), Dictionnaire de la civilisation mésopotamienne, Paris, 2001, p. 82-84
- (en) Karen Radner, « Esarhaddon, king of Assyria (681-669) », sur Knowledge and Power, Higher Education Academy, 2012 (consulté le 1er novembre 2015)